# Russell Hobbs
Russell Hobbs es un fabricante británico de electrodomésticos. Fue fundado en 1952 por William Russell y Peter Hobbs. Se convirtió en el principal fabricante de teteras en el mercado del Reino Unido en la década de 1960. Sujeto a muchas adquisiciones corporativas a lo largo de su historia, su oficina central se encuentra actualmente en Failsworth, Inglaterra. Actualmente, ya no fabrica sus productos en el Reino Unido, ya que trasladó su operación de fabricación al este de Asia.

## Creación de la compañía

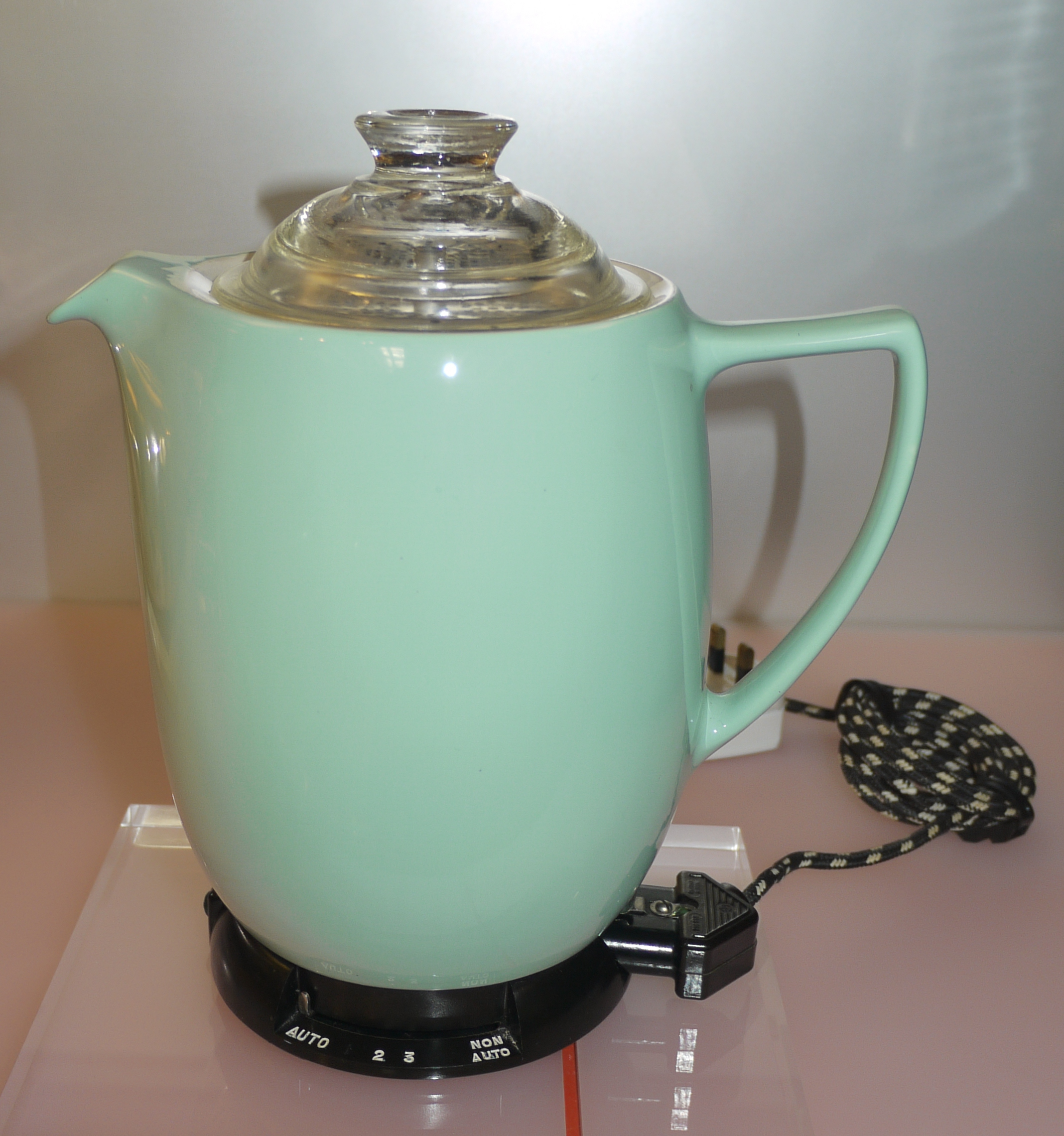
Una cafetera CP1.

Después de servir en el ejército británico en la Segunda Guerra Mundial, William Russell (22 de julio de 1920 - 16 de febrero de 2006), de High Wycombe, se unió al fabricante de electrodomésticos Morphy Richards y ayudó a diseñar una tostadora, una plancha eléctrica y un secador de pelo cuando trabajaba como ingeniero jefe de desarrollo. Peter Hobbs (3 de mayo de 1916 - 11 de abril de 2008), de Tunbridge Wells, fue comandante durante la guerra, y también trabajó para Morphy Richards, como gerente de la división sudafricana de la empresa. Regresó al Reino Unido en 1952, después de un desacuerdo con Charles Richards sobre la política de ventas, y trabajó para otra empresa, donde estaba tratando de diseñar una cafetera eléctrica, con referencia a una patente alemana. Más tarde, en 1952, Bill Russell tuvo un desacuerdo con Donal Morphy y se unió a Hobbs para formar Russell Hobbs Ltd.
En 1952, diseñaron la primera cafetera automática del mundo, la CP1, la cual fue creada a partir de una idea de Russell. Así comenzó la compañía Russell Hobbs.

## Desarrollo de productos
Russell estaba a cargo del desarrollo de productos y Hobbs era el director de ventas. La última prueba de seguridad de facto de Russell para cualquier producto nuevo era verter media pinta de salsa hirviendo sobre él. A fines de la década de 1960, fabricaba principalmente cafeteras eléctricas automáticas, teteras eléctricas controladas por vapor y teteras.

## Innovaciones
- En 1952, la empresa presentó la primera cafetera eléctrica del mundo.[2]
- La tetera eléctrica automática K1 (una primicia mundial),[3] diseñada en octubre de 1955, usaba una tira bimetálica en la parte trasera de la tetera: el vapor se forzaba a través de una abertura en la tapa de la tira y esto golpeaba el interruptor, apagando la tetera.
- En 1960, se introdujo la tetera K2, que se fabricó durante los siguientes treinta años, y posiblemente fue su producto más conocido.[4]
- Diseñaron el primer hervidor de agua totalmente programable del mundo, el M2. [cita requerida]
- En 1972, Russell Hobbs produjo la primera tetera del mundo completamente de plástico, llamada "La Futura", que se llenó con un pico y estaba equipada con un indicador de nivel de líquido externo. El modelo fue diseñado por Julius Thalmann. Todavía conservaba la forma tradicional de una tetera, con un estilo radicalmente nuevo facilitado por la maleabilidad de su construcción de plástico resistente al calor. El Futura se vendió al por menor en el extremo caro del mercado (9,65 libras esterlinas a precios de 1972) y recibió buenas críticas en la prensa en su lanzamiento comercial. Sin embargo, no se vendió bien a medida que avanzaba la década de 1970. A pesar de sus llamativos elementos innovadores, se descubrió que el plástico utilizado (Noryl) se decoloraba con el calor después del uso regular, el modelo tardaba en hervir y los clientes se desanimaban por el diseño de llenado del pico que impedía ver el interior del hervidor para confirmar su estado de limpieza. En 1978, la empresa ajustó el diseño en un intento de superar su mala reputación en el mercado cambiando el plástico utilizado por Kematal, que tenía mayores propiedades resistentes al calor, pero las ventas no mejoraron mucho y el modelo se suspendió en 1979 con la llegada del diseño alto de Redring con su modelo Autoboil, que arrasó con el sector minorista en la década de 1980 y más allá de la forma de diseño tradicional de hervidor básico.[5]
- En 1997, la empresa introdujo el hervidor Millennium que utilizaba un elemento OPTEC plano especial para hervir agua en la mitad de tiempo, con un filtro de cal.[cita requerida]

## Gama de productos

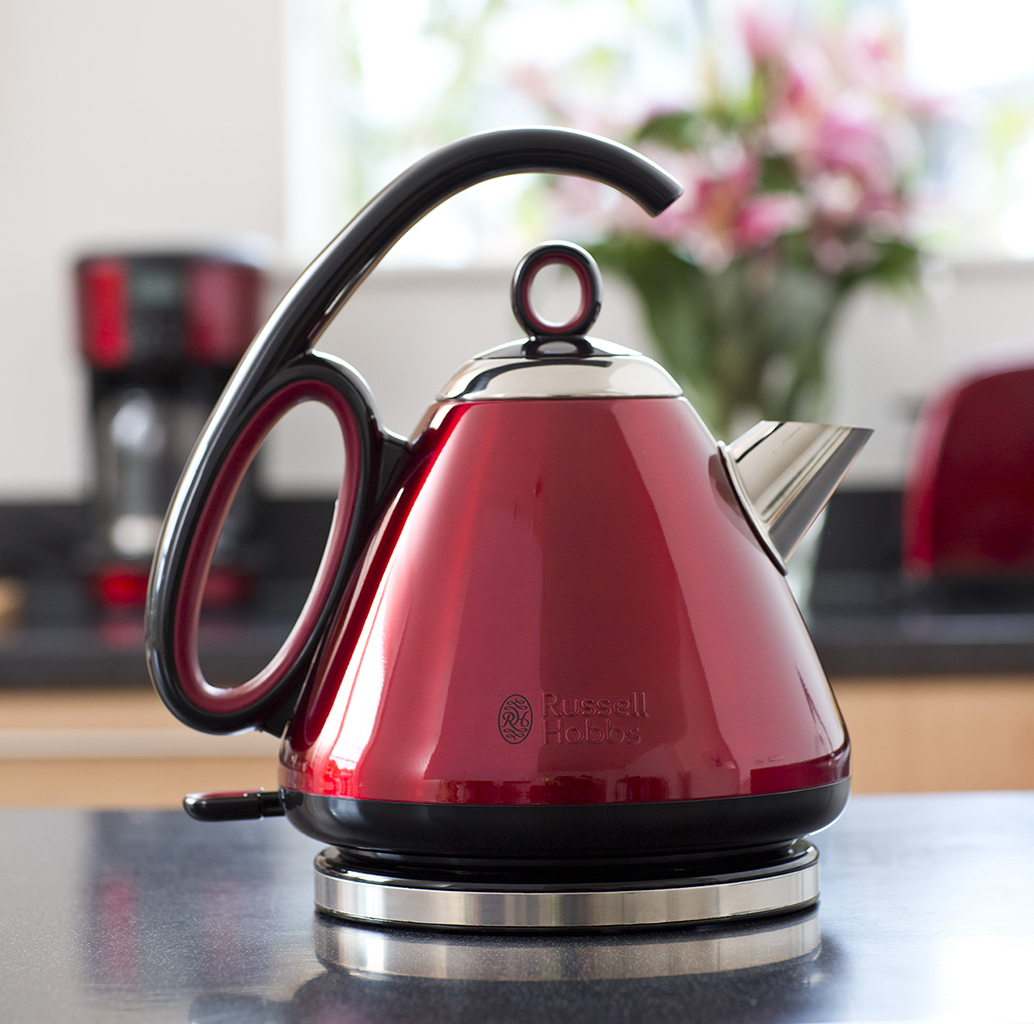
Hervidor Russell Hobbs Legacy.

La empresa también fabrica múltiples productos, como pueden ser panificadoras, placas eléctricas, abridores de tarros eléctricos, hervidores eléctricos, máquinas de afeitar eléctricas, cafeteras, procesadores de comida, hierros, exprimidores, hornos de microondas, fabricantes de batidos, tostadoras, sandwicheras, aspiradoras, ollas arroceras y calentadores.

## Historia corporativa

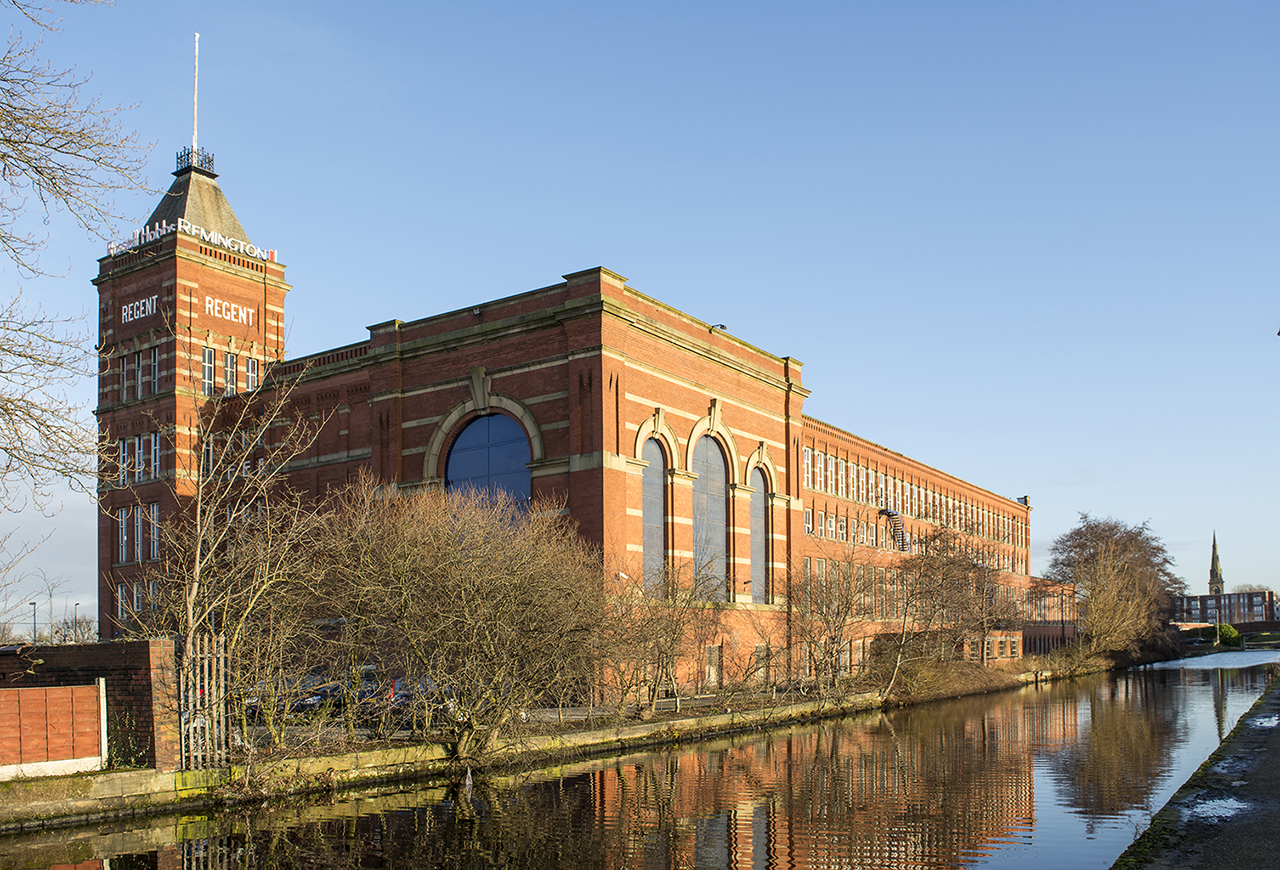
Regent Mill en Failsworth, junto al canal Rochdale.

### Tube Investments
En 1962, Russell y Hobbs necesitaban ampliar la empresa para aumentar la producción y poseer un mayor capital. Se vieron obligados a vender la empresa a Tube Investments (TI), un conglomerado de marcas de electrodomésticos, el cual era propietario de Creda (un competidor de Hotpoint; GEC en ese momento era propietario tanto de Hotpoint como de Morphy Richards).
La producción se trasladó a Wombourne en Staffordshire, donde se compartió con Creda y a Blythe Bridge en Stoke-on-Trent, donde se situó en una antigua fábrica de aviones que luego fue propiedad de Indesit. El sitio de Blythe Bridge se compartió con Simplex Electric Co Ltd. (propietario de Creda) y Simplex-GE (una empresa conjunta de TI con GE of America) que fabricaba equipos de conmutación eléctrica. Simplex también fabricó proyectores de tungsteno-yodo (lámpara halógena).
Russell se convirtió en director técnico de Creda y luego dirigió Turnright. Como parte de la división eléctrica de TI, tenía su sede en Simplex House en Alperton, Middlesex. La división de electrodomésticos de TI se localizó más tarde en Radiation House en Neasden.
A mediados de la década de 1970 Dimplex se diversificó en cafeteras y teteras eléctricas debido a que los antiguos ingenieros de Russell Hobbs se unieron a la empresa. A mediados de la década de 1970, la empresa trató de persuadir a los franceses para que compraran sus teteras eléctricas, pero todavía preferían hervir agua con cacerolas. Lo hicieron durante los siguientes veinte años, ya que a los franceses les gusta el café solo, que se prepara de manera diferente al té. El uso de hervidores eléctricos en toda Europa fue esporádico. A fines de la década de 1970, el director general era David Durham.
El apogeo del Grupo TI fue en 1978, pero a principios de la década de 1980, el Grupo TI enfrentaba dificultades y su capacidad de trabajo se reducía a la mitad. TI Group se refirió formalmente a Russell Hobbs como TI Russell Hobbs.

### Polly Peck
TI vendió sus marcas, y la empresa se fue a Polly Peck International, el 11 de diciembre de 1986 por un montante de 12 millones de £, junto con Tower Housewares (un fabricante de utensilios, ollas y sartenes, con sede en Womborne, cerca de Wolverhampton). La subsidiaria se conocía como Russell Hobbs Tower. Creda se vendería a GEC en junio de 1987. A fines de la década de 1980, Russell Hobbs patrocinó eventos deportivos.

### Pifco y Salton
Tras el colapso de Polly Peck, Russell Hobbs Tower fue comprada por Pifco Holdings, con sede en Mánchester, el 5 de abril de 1991. A finales de la década, Russell Hobbs se había convertido en la marca más importante de todas las que poseía Pifco. Salton, un fabricante estadounidense de electrodomésticos de cocina, compró Pifco en 2001 y siguió centrándose en el desarrollo de Russell Hobbs como una de las marcas clave de la empresa.

### Russell Hobbs inc.
En diciembre de 2007, se fusionaron dos empresas en el negocio de pequeños electrodomésticos, Salton, Inc. y Applica Incorporated. Applica se convirtió en una subsidiaria de propiedad total de Salton. En diciembre de 2009, la compañía combinada (anteriormente conocida como Salton, Inc.) cambió su nombre a Russell Hobbs, Inc. Russell murió el 16 de febrero de 2006 a los 85 años. Hobbs murió el 11 de abril de 2008 a los 91 años.

### Spectrum Brands inc.
En 2010, Spectrum Brands Inc. adquirió Russell Hobbs, Inc. y en 2011, el negocio de Russell Hobbs en el Reino Unido se reorganizó para convertirse en Spectrum Brands (UK) Ltd. Spectrum Brands en el Reino Unido ahora diseña y fabrica productos de consumo además de Russell Hobbs, incluidas las marcas Remington, IAMS, Eukanuba, Tetra, FURminator, Rayovac y VARTA.